# Yu Luojin
Pour les articles homonymes, voir Yu.
Dans ce nom chinois, le nom de famille, Yu, précède le nom personnel.
Yu Luojin, née en 1946 à Pékin, est une écrivaine chinoise. Persécutée par le pouvoir chinois, elle demandera l'asile en Allemagne en 1985 et obtiendra la nationalité allemande en 1993.